# Pteralopex
Pteralopex é um gênero de morcegos da família Pteropodidae.

## Espécies
- Pteralopex acrodonta Hill e Beckon, 1978
- Pteralopex anceps Andersen, 1909
- Pteralopex atrata Thomas, 1888
- Pteralopex flanneryi Helgen, 2005
- Pteralopex pulchra Flannery, 1991
- Pteralopex taki Parnaby, 2002